# Cogners
Cogners ist eine französische Gemeinde mit 177 Einwohnern (Stand: 1. Januar 2022) im Département Sarthe in der Region Pays de la Loire. Sie gehört zum Arrondissement Mamers und zum Kanton Saint-Calais. Sie ist ein Village Fleuri (siehe Concours des villes et villages fleuris und Conseil national des villes et villages fleuris).
Sie grenzt 
- im Westen und im Norden an Val d’Étangson mit Sainte-Osmane und Évaillé,
- im Nordosten an Sainte-Cérotte und Saint-Gervais-de-Vic,
- im Osten an La Chapelle-Huon,
- im Süden an Vancé.

## Bevölkerungsentwicklung
| Jahr      | 1962 | 1968 | 1975 | 1982 | 1990 | 1999 | 2008 | 2015 |
| --------- | ---- | ---- | ---- | ---- | ---- | ---- | ---- | ---- |
| Einwohner | 363  | 327  | 255  | 207  | 191  | 204  | 197  | 200  |

## Partnerschaft
Eine Gemeindepartnerschaft besteht mit der deutschen Samtgemeinde Kirchdorf.

## Sehenswürdigkeiten
- Kirche

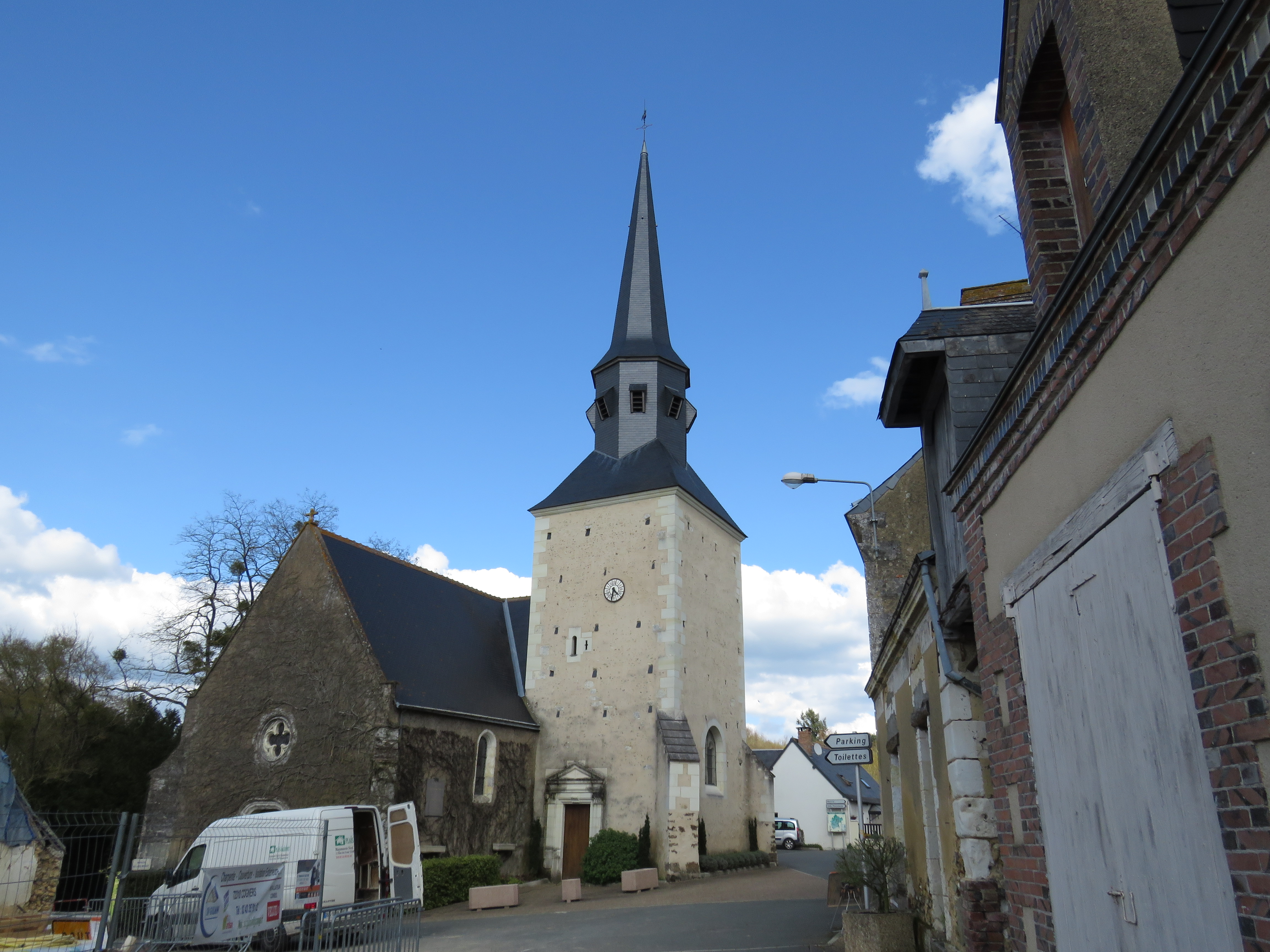
Schloss  - Kirche in Cogners
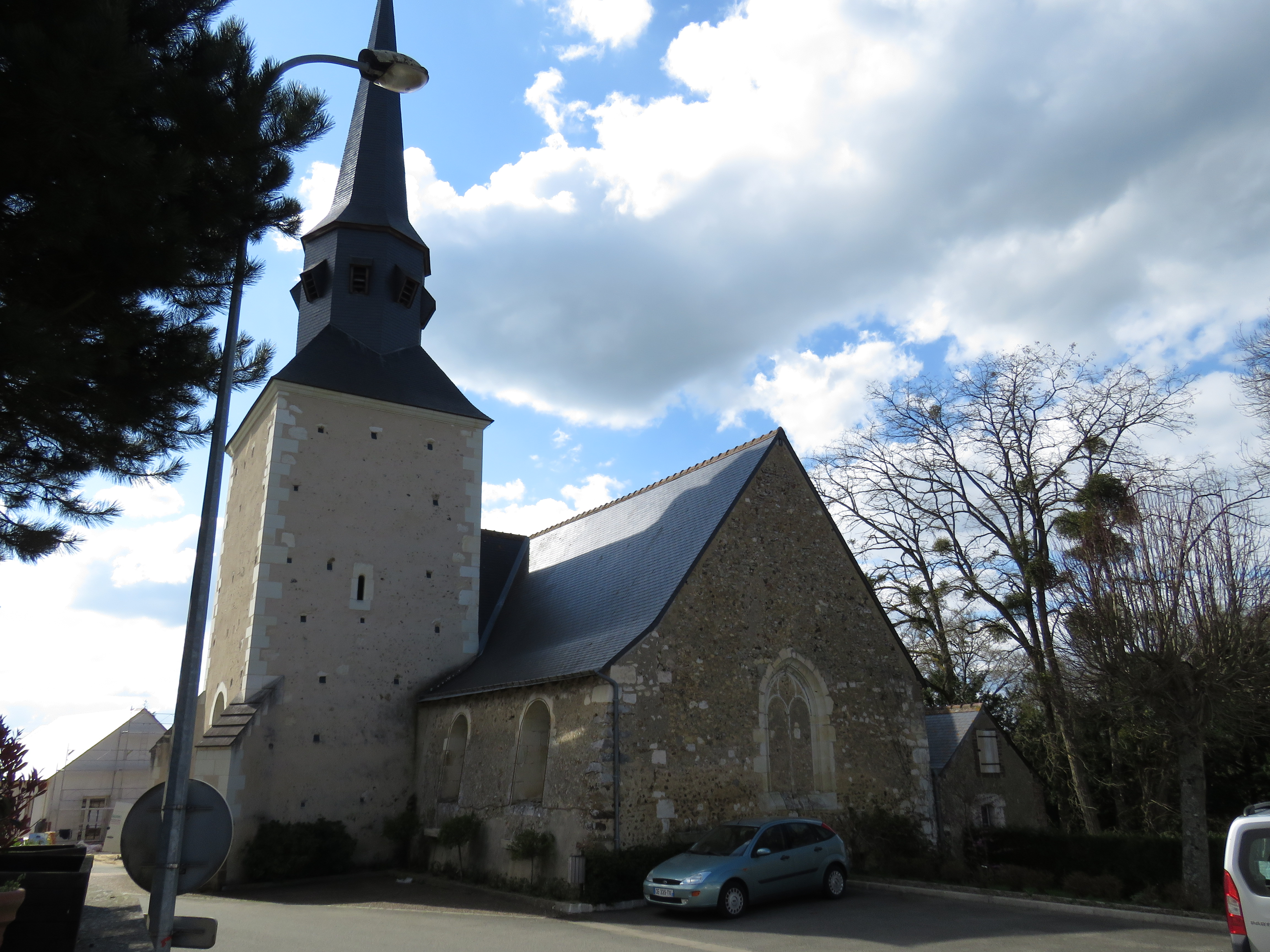
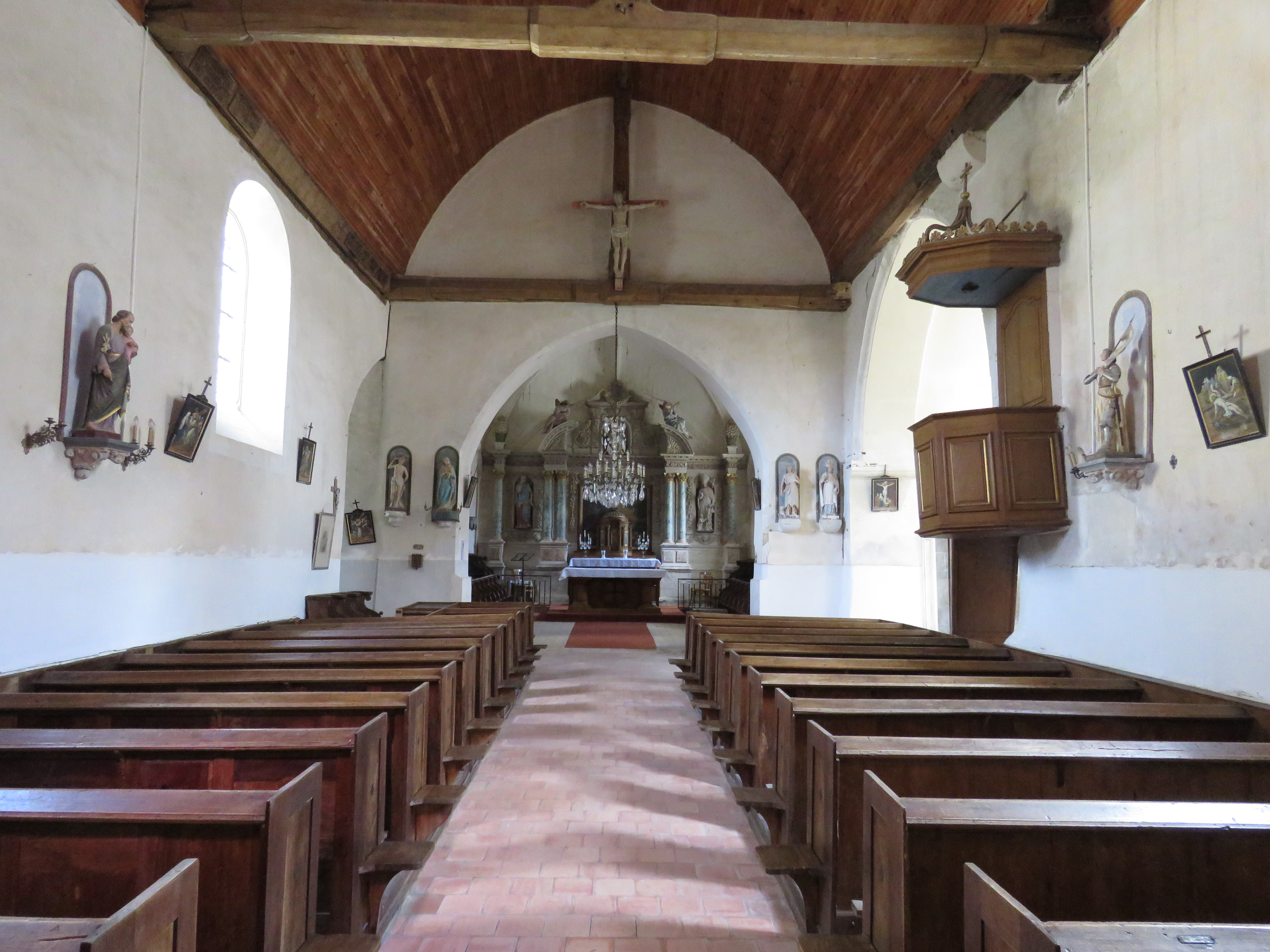
Inneres der Kirche
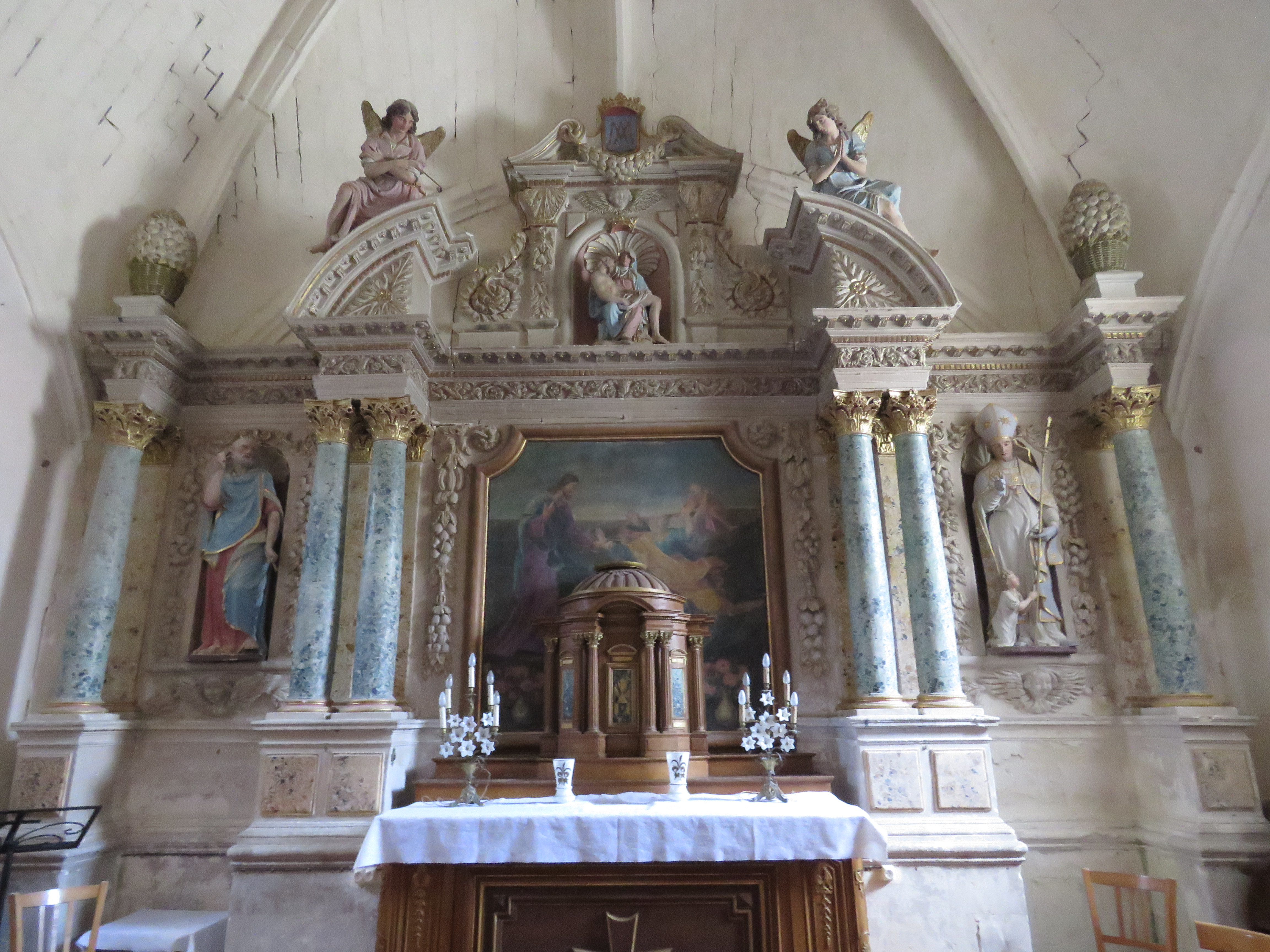
Hochaltar
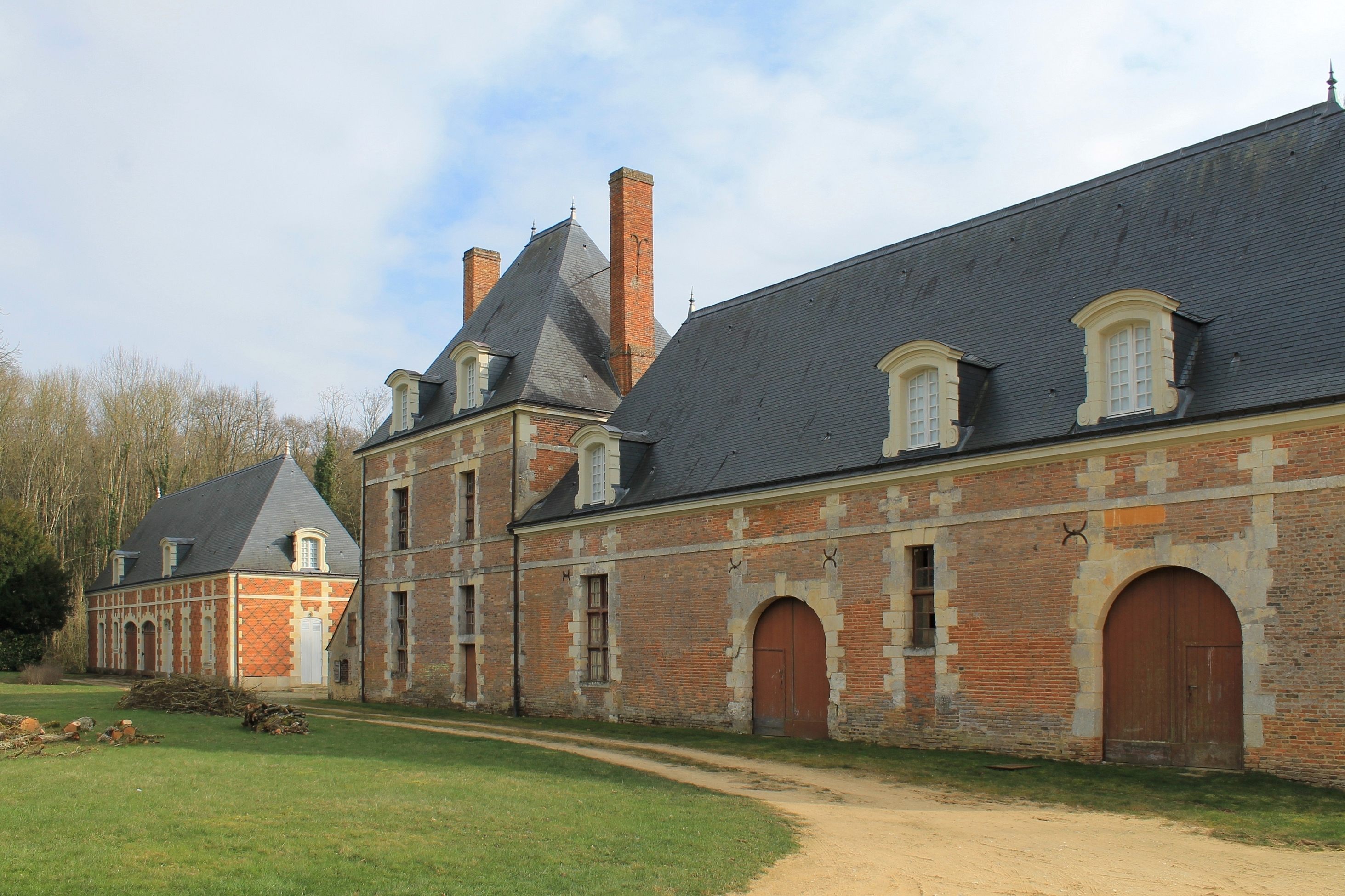
Schloss Cogners
  - Inneres der Kirche
  - Hochaltar
  - Schloss Cogners